# Langur fosc
El langur fosc (Trachypithecus obscurus) és una espècie de primat de la família dels cercopitècids. Viu a Malàisia, el sud de Myanmar i el sud-oest de Tailàndia. El seu hàbitat natural són els boscos primaris, però també se'l troba en boscos secundaris i pertorbats, zones urbanes i parcs. Està amenaçat per la caça, la destrucció d'hàbitat i (a la Malàisia Peninsular) els atropellaments.